# Narcís Costa i Ventura
Narcís Costa i Ventura   (Cervià de Ter, 20 de gener de 1962 - 22 d'agost de 2021) fou un instrumentista de tenora, saxo i violí, i compositor.

## Biografia
Estudià música amb els mestres Lluís Cotxo (solfeig, tenora), Francesc Fuertes (solfeig i harmonia), Ricard Viladesau i Josep Gispert (tenora), Lluís Caballeria (saxòfon i violí) i Santi Escura (piano i composició).
Va actuar a diverses cobles-orquestra: River's, La Farnense, Cobla-Orquestra Màxims, Orquestra de Girona, La Principal de Cassà, La Principal del Rosselló (7 temporades), Cobla La Vila de Cassà (5 temporades), La Nova Unió i Principal de l'Escala (fou un dels fundadors de la nova etapa i s'hi estigué la temporada 2004-2005). Els últims anys (2015-2021) va ser director i representant de la cobla La Cervianenca.
Com a compositor ha estat autor de més d'una vintena de sardanes, amb acusacions de plagi per a algunes. Va viure a Ventalló (2014), i el 2011 s'hi presentà com a candidat a les eleccions municipals.
Va morir el 22 d'agost de 2021.

## Obres

### Sardanes
Selecció
- Al mestre Lluís Cotxo (1997)
- Als bons amics de Girona (2009), dedicada a la colla Amics de la sardana Terranostra[8] Hom la considera[5] un plagi d'una sardana del seu mestre Lluís Cotxo.
- Aniversari Futbol Club Barcelona (1999), lletra i música de Narcís Costa
- Camp dels Pilans
- Cati, Xavier i Xènia (1995)
- Cervià de Ter
- Fundació Rodríguez-Amat (2012) «Particel·les».
- Hristo Stoítxkov 96-97 (1997)
- Jordi Gallegos, l'escalenc (2007)
- Monitors de Ventalló (1995)
- Nit màgica a Cassà (2003)
- Petites Arrels de Ventalló
- Pubillatge escalenc (2010). Hom la considera[9] un plagi d'una sardana de Ramon Rosell.
- La rambla de Figueres (1997)
- Somni escalenc (2004)
- Unió Esportiva Ventalló
- El vostre vell amic (1999)

## Gravacions
- La Principal de l'Escala, N.Costa, tenora 2004. S'hi toca la sardana Somni escalenc